# ملا کاوس کفایی
ملا کاوس کفایی (کاوس کفایی) دوبیتی سرای، معاصر فرزند شاه قلی در سال ۱۲۷۲ خورشیدی در روستای چهاربرج چشم به جهان گشود. پدرش بدلیل علاقه‌ای که نسبت به سوادآموزی و تعلیم فرزندانش داشت ملا کاوس و قاید مراد را به همراه دیگر برادرانش به روستای زیارت فرستاد تا در مکتب خانه آن روستا خواندن و نوشتن و دروس مکتبی را فراگیرد. علاقه وی به کسب علم و دانش سبب گردید که در سالهای بعد وی موفق به اخذ مدرک ششم ابتدایی شود. ایشان همچنین با زبانهای انگلیسی، عربی و تا حدودی فرانسوی آشنایی داشته‌است و این آگاهی باعث گردید تا وی چند سالی در شرکت نفتی بریتیش پترولیوم british petroleum در شهر آبادان به عنوان مترجم استخدام شود.
پس از چندی وی شغل مترجمی در شرکت بریتیش پترولیوم را رها کرد و جذب آموزش و پرورش گردید.
مرحوم ملاکاوس کفایی در سال ۱۳۱۷ خورشیدی ریاست اداره معارف و اوقاف و صنایع مستظرفه شهرستان دشتستان را بعهده گرفت و از سال ۱۳۱۸ تا ۱۳۲۲ خورشیدی به عنوان اولین مدیر دبستان آفتاب برازجان انجام وظیفه نمود.
حاج اسماعیل بحرانی حقیقی از شاگردان او در دبستان آفتاب، ملا کاوس را فردی متدین، خوش مشرب، خوش اخلاق، باسواد و با جدیت و اهتمام خاص نسبت به آموزش و یادگیری دانش آموزان معرفی می‌نماید.
وی از سال ۱۳۲۳ تا سال ۱۳۲۶ خورشیدی به مدت چهار سال مدیریت دبستان سعدی شهر سعدآباد (تأسیس ۲۵/۶/۱۳۱۲) را بعهده داشته‌است. از سال ۱۳۲۴ تا سال ۱۳۳۳ خورشیدی نیز در دبستان سعدی به عنوان آموزگار خدمت نموده است.
وی در کنار شغل معلمی آثاری نیز به خط خود در زمینه صرف و نحو عربی و شعر به رشته تحریر در آورده که هنوز به چاپ نرسیده است. تسلط او به زبان و ادبیات فارسی و صرف و نحو عربی که در اشعار ایشان نیز قابل لمس و نمایان است از ویژگی‌های ذاتی اشعار وی می‌باشد.
ملا کاوس در سن ۶۱ سالگی در سوم خرداد ماه سال هزار و سیصد و سی و سه خورشیدی دارفانی را وداع گفت و در آرامگاه آقا میرهداف شهر سعدآباد به خاک سپرده شد.
پسران وی غلامحسین و میرزا هستند.